# Baltic League
Die Baltic League (dt.: Baltische Liga), offizieller Name TrioBet Baltic League, war ein Fußballturnier für baltische Vereinsmannschaften, das seit 2007 mit wechselndem Modus regelmäßig ausgetragen wurde. Die jeweils fünf besten Mannschaften aus Estland, Lettland und Litauen sowie der Titelverteidiger nahmen daran teil. Das Turnier wurde vom Baltic League Committee organisiert. Zuvor kam es bereits 1990, damals noch in reiner Ligaform, sowie 1993/94 zu Austragungen.

## Geschichte
1990 kam es zur ersten Austragung der Baltic League. Hierbei nahmen zwei Mannschaften aus Estland, sechs Mannschaften aus Lettland, neun Mannschaften aus Litauen sowie eine Mannschaft aus Russland teil. Gespielt wurde in reiner Ligaform mit Hin- und Rückspiel, so dass ursprünglich jedes Team 34 Spiele absolvieren sollte. Aufgrund des Rückzuges einer Mannschaft aus dem laufenden Spielbetrieb trugen die meisten Teams jedoch nur 33 Spiele aus, drei Mannschaften sogar nur 32.
1993/94 kam es zur zweiten Austragung des Wettbewerbs. Neben jeweils einer Mannschaft aus Estland und Russland nahmen zwei lettische sowie drei litauische Mannschaften teil. Erstmals dabei war ein belarussisches Team. Die acht Teilnehmer wurden in zwei Gruppen à vier Mannschaften eingeteilt, welche in Hin- und Rückspielen die Teilnehmer für das Halbfinale ausspielten, wofür sich der Gruppenerste und -zweite qualifizierten. Die Halbfinalspiele sowie das anschließende Finale wurden in einem einzigen Spiel entschieden.
2007 wurde die Baltic League wiedereingeführt. Es nahmen jeweils die vier bestplatzierten Teams der estnischen Meistriliiga, der lettischen Virslīga und der litauischen A Lyga teil. Das Turnier wurde in eine Gruppenphase und eine K.-o.-Phase unterteilt.
Die zwölf teilnehmenden Clubs wurden in vier Gruppen gelost. Drei Gruppen setzten sich aus je einem Erstplatzierten, einem Zweitplatzierten und einen Viertplatzierten der Ligen zusammen. In der vierten Gruppe spielten die drei drittplatzierten Teams der jeweiligen Ligen. In der Gruppenphase spielt jeder gegen jeden in Hin- und Rückspiel.
Die vier Sieger und die vier Zweitplatzierten dieser Gruppenphase zogen ins Viertelfinale ein. Die Viertelfinals, die folgenden Halbfinals und das abschließende Finale wurden im K.-o.-Modus mit Hin- und Rückspiel ausgetragen. Wie im UEFA-Pokal entschied bei Torgleichheit die Auswärtstorregel. 2008 wurde das Finale nur noch in einem einzigen Spiel entschieden.
Zur Saison 2009/10 kam es zu grundlegenden Änderungen. Die Gruppenphase wurde abgeschafft und aus jedem Land qualifizierten sich nun die besten fünf Teams, zusätzlich stellte das Land des Titelverteidigers einen Teilnehmer.
Das UEFA-Exekutivkomitee genehmigte in einer Sitzung am 1. und 2. Juli 2009 die Weiterführung des Wettbewerbes bis zur Saison 2011/12.

## Berichterstattung
In der Saison 2008 wurden erstmals die Halbfinalspiele im Fernsehen und im Internet live übertragen. Der lettische Sender LTV7 übertrug das Rückspiel zwischen Skonto Riga und FK Riga, der litauische Sender Sport1 zeigte die erste Begegnung zwischen FBK Kaunas und FK Ventspils. Unter eSports.lv wurden die anderen beiden Partien im Internet übertragen. Hierbei kam es im ersten per Internet gezeigten Spiel zu einer Unterbrechung der Übertragung, wobei die Partie im Nachhinein als Aufzeichnung zur Verfügung stand. Für 2009 wurde diese neue mediale Ausrichtung beibehalten.

## Finalspiele
| Saison  | Heimteam                                              | Resultat             | Auswärtsteam       | Ort                                       | Schiedsrichter    |
| ------- | ----------------------------------------------------- | -------------------- | ------------------ | ----------------------------------------- | ----------------- |
| 1990    | Žalgiris Vilnius                                      | Ligamodus            | Sirijus Klaipėda   | Ligamodus                                 | Ligamodus         |
| 1993/94 | Žalgiris Vilnius                                      | 0:0, 10:9 i. E.      | Skonto Riga        | unbekannt                                 | unbekannt         |
| 2007    | FK Ventspils                                          | 1:3                  | Liepājas Metalurgs | Ventspils Olimpiskais Stadions, Ventspils | Kristo Tohver     |
| 2007    | Liepājas Metalurgs                                    | 5:1                  | FK Ventspils       | Daugava-Stadion, Liepāja                  | Audrius Žuta      |
| 2007    | Liepājas Metalurgs siegte nach Hin- und Rückspiel 8:2 |                      |                    | Daugava-Stadion, Liepāja                  | Audrius Žuta      |
| 2008    | Skonto Riga                                           | 1:2                  | FBK Kaunas         | Skonto-Stadion, Riga                      | Hannes Kaasik     |
| 2009/10 | Sūduva Marijampolė                                    | 3:3 n. V., 3:5 i. E. | FK Ventspils       | Sūduvastadion, Marijampolė                | Sten Kaldma       |
| 2010/11 | FK Ventspils                                          | 1:1 n. V., 5:6 i. E. | Skonto Riga        | Ventspils Olimpiskais Stadions, Ventspils | Nerijus Dunauskas |

## Torschützenkönige
| Saison  | Name des Spielers    | Verein             | Tore      |
| ------- | -------------------- | ------------------ | --------- |
| 1990    | V. Baranauskas       | Sakalas Šiauliai   | 18        |
| 1993/94 | unbekannt            | unbekannt          | unbekannt |
| 2007    | Ģirts Karlsons       | Liepājas Metalurgs | 10        |
| 2008    | Aleksandrs Cauņa     | Skonto Riga        | 8         |
| 2009/10 | Vjatšeslav Zahovaiko | FC Flora Tallinn   | 4         |
| 2010/11 | Eduards Višņakovs    | FK Ventspils       | 4         |
| 2010/11 | Artūrs Karašausks    | Skonto Riga        | 4         |